# Bruno Junk
Bruno Junk (in russo Бруно Юнк?; Valga, 27 settembre 1929 – Tallinn, 22 settembre 1995) è stato un marciatore sovietico.

## Palmarès

### Olimpiadi
- Bronzo a Helsinki 1952 nella marcia 10 km.
- Bronzo a Melbourne 1956 nella marcia 20 km.